# Bitka pri Groton Heights
Bitka pri Groton Heights (znana tudi kot bitka pri Fort Griswoldu in občasno imenovana pokol pri Fort Griswoldu) je bila bitka ameriške revolucije, ki se je odvijala 6. septembra 1781 med majhno milico iz Connecticuta, ki jo je vodil podpolkovnik William Ledyard, in številčnejšimi britanskimi silami, ki sta jih vodila brigadni general Benedict Arnold in podpolkovnik Edmund Eyre.
Generalpodpolkovnik Sir Henry Clinton je Arnoldu ukazal, naj napade pristanišče New London v neuspešnem poskusu, da bi generala Georgea Washingtona odvrnil od pohoda proti vojski lorda Cornwallisa v Virginiji. Napad je bil uspešen, vendar se je milica iz Connecticuta trmasto upirala britanskim poskusom zavzetja Fort Griswolda čez reko Temzo v Grotonu v Connecticutu. New London je bil požgan skupaj z več ladjami, vendar je veliko več ladij pobegnilo navzgor po reki.
Več vodij napadajočih britanskih sil je bilo ubitih ali resno ranjenih, vendar so Britanci sčasoma prebili utrdbo. Ko so Britanci vstopili v utrdbo, so se Američani predali, vendar so Britanci nadaljevali s streljanjem in ubili veliko branilcev. Vendar pa je veliko število britanskih žrtev v celotni odpravi proti Grotonu in New Londonu povzročilo kritiko Arnolda s strani nekaterih njegovih nadrejenih. Bitka je bila zadnji večji vojaški spopad vojne na severu Združenih držav, ki je predhodila in jo je zasenčilo odločilno francosko-ameriško obleganje Yorktowna približno šest tednov kasneje.

## Gallerija
- Pogled na reko Temzo, julij 2020.
- Pogled proti Grotonuvemu spomeniku. V ospredju je revija iz 19. stoletja, julij 2020.
- Spomenik ameriškim padlim v Fort Griswoldu.
- Detajl s spominske plošče, ki prikazuje Ledyardovo predajo.